# Алексий Комнин (севаст, син на Никифор Комнин)
Алексий Комнин (на средногръцки: Άλέχιος Κομνηνός, роден около 1087 г.) е византийски аристократ от края на XI и първата половина на XII век, племенник на византийския император Алексий I Комнин.
Алексий Комнин е роден около 1087 г. в семейството на севаста Никифор Комнин, който е най-малкият брат на византийския император Алексий I Комнин, по чието време е велик друнгарий на флота. За живота и кариерата на Алексий Комнин не са съхранени никакви сведения. Съхранени са обаче негови печати от първата половина на XII век с изображение на бюст на Богородица с мадальон на Младенеца пред гърдите ѝ и метричен надпис, който гласи: „Непорочна майко, закриляй севаста Алексий, от Никифора роден Комнин“. По тези печати се съди, че като племенник на императора Алексий Комнин е получил от чичо си височайшата дворцова титла севаст, с каквато са удостоени и братовчедите му, родени от севастократор Исак Комнин – по-големия брат на Алексий I.

## Цитирана литература
- ((fr)) Stiernon, L (1963). Notes de titulature et de prosopographie byzantines : Adrien (Jean) et Constantin Comnène, sébastes. – Revue des études byzantines, 21,  192– 198, doi:10.3406/rebyz.1963.1306, https://www.persee.fr/doc/rebyz_0766-5598_1963_num_21_1_1306
- ((el)) Varzos, Konstantinos (1984). Η Γενεαλογία των Κομνηνών, A. Thessaloniki: Centre for Byzantine Studies, University of Thessaloniki, OCLC 834784634, архив на оригинала от 11 април 2019, https://web.archive.org/web/20190401112856/https://www.kbe.auth.gr/sites/default/files/bkm20a1.pdf
- ((en)) Jeffreys, M. et al. (eds) (2016). Alexios Komnenos, sebastos, son of Nikephoros (ID: Alexios 20125). – Prosopography of the Byzantine World. King's College London, ISBN 978-1-908951-20-5, https://pbw2016.kdl.kcl.ac.uk/person/Alexios/20125/
- Alexios Komnenos, sebastos (twelfth century, first half) (BZS.1958.106.4228). – Online Catalogue of Byzantine Seals. Dumbarton Oaks Research Library and Collection, https://www.doaks.org/resources/seals/byzantine-seals/BZS.1958.106.4228, посетен на 1 юни 2024
- Alexios Komnenos, sebastos (twelfth century, first half) (BZS.1947.2.1075). – Online Catalogue of Byzantine Seals. Dumbarton Oaks Research Library and Collection, https://www.doaks.org/resources/seals/byzantine-seals/BZS.1947.2.1075, посетен на 1 юни 2024